# Ярошевский, Михаил Григорьевич
Михаи́л Григо́рьевич Яроше́вский (22 августа 1915, Херсон — 21 марта 2001, Лос-Анджелес, Калифорния, США) — советский и российский психолог, специалист по истории науки (в первую очередь, психологии), теории и методологии психологии, психологии творчества. Доктор психологических наук (1961), профессор, почётный член РАО, ведущий научный сотрудник Института истории естествознания и техники РАН.

## Биография
Родился в 1915 году в Херсоне. Сразу после окончания школы он переехал в Ленинград, где поступил на факультет русского языка и литературы Ленинградского педагогического института. Окончил институт в 1937 году, поступил в аспирантуру к С. Л. Рубинштейну. В начале 1938 (9 февраля) года он был арестован по сфабрикованному обвинению. «Сперва — отличник-студент, затем аспирант, активный комсомолец… Нормальная биография. И вдруг — арест. Дальнейшее походило на кошмарный сон, но, увы, оказалось явью. Следователи, задав несколько вопросов, начали нещадно избивать его. Затем печально знаменитый „конвейер“, когда приходилось стоять 4-5 суток перед сменявшими друг друга следователями. Когда падал — вновь избивали». Пытки достигли пределов человеческого терпения 31 марта 1938 г., когда, невзирая на чудовищность обвинения, Ярошевский подписал самооговор. Он был осужден на 10 лет, но по счастливой случайности освобождён в мае 1939 года (в это время был смещён со своего поста нарком внутренних дел Ежов и назначен Берия). Уголовное дело, возбуждённое против Ярошевского, официально прекращено только 7 мая 1991 года, так что сорок три года своей жизни он находился под угрозой репрессий.
В первой половине 1940-х годов Ярошевский переехал из Ленинграда в Москву. Там он был зачислен в незадолго до этого организованный сектор психологии в Институте философии АН СССР под руководством Сергея Леонидовича Рубинштейна и перевелся в аспирантуру в Государственном институте психологии. Как сотрудник Института психологии Ярошевский был в эвакуации в ходе войны в Средней Азии. В 1945 году завершил кандидатскую диссертацию «Учение А. А. Потебни о языке и сознании». Диссертация получила одобрение официальных оппонентов А. А. Смирнова и Б. М. Теплова и была успешно защищена.
В 1950 году в Советском Союзе была развязана антисемитская кампания по борьбе с «космополитизмом», что послужило причиной отъезда Ярошевского из Москвы в Таджикистан. Это было вызвано тем, что в Институте психологии началась травля учителя Ярошевского, С. Л. Рубинштейна. В отличие от многих других сотрудников, Ярошевский не стал публично критиковать Рубинштейна. Тогда его вызвал заместитель директора института Трошин и завёл об этом разговор, обещая «принять меры». Через несколько дней сотрудники госбезопасности привезли Ярошевского на Лубянку и предложили, если он не хочет дальнейших неприятностей, стать осведомителем, докладывать о настроениях и разговорах Рубинштейна. Ярошевский быстро собрался и уехал в Таджикистан на долгие 15 лет. Здесь он познакомился со своей будущей женой, Анна Израилевной Липкиной, психологом-педологом, слушавшей лекции Выготского. В этот период он проживал в Ленинабаде, где работал старшим преподавателем кафедры языка и литературы Ленинабадского педагогического института. В 1960 году он также организовал кафедру психологии в Душанбинском педагогическом институте и лабораторию экспериментальной психологии в Таджикском государственном университете, которые возглавлял до своего отъезда в Москву в 1965 году.
По возвращении в Москву Ярошевский начал работать в Институте истории естествознания и техники АН СССР, где он в 1968 году создал и в течение многих лет возглавлял сектор, занимающийся психологическими проблемами научного творчества. Несмотря на активную научно-публикационную деятельность и то уважение, которым Ярошевский пользовался среди коллег, в советские годы по карьерной лестнице он не продвигался из-за противодействия ЦК партии, вследствие не снятого с него обвинения. Только после перестройки он был избран почётным членом РАО (1993). Входил в редколлегию серии «Научно-биографическая литература» в издательстве «Наука». В течение многих лет был членом редколлегии журналов «Вопросы психологии», «Вопросы истории естествознания и техники» и «Психологического журнала».
В результате пыток в тюрьме НКВД и после операции по удалению почки, перенесенной в 1960 году, здоровье Ярошевского пошатнулось; в последние десятилетия жизни он страдал клинической бессонницей и тяжёлой почечной недостаточностью. Поэтому, когда, в 1998 году, его приёмная дочь со своим мужем решили эмигрировать в США, Ярошевский и его супруга Анна Израилевна Липкина выехали вместе с ними, надеясь на лечение. Однако уже при перелёте, в аэропорту Лос-Анджелеса, Ярошевский получил травму, от которой не смог оправиться. Последние годы жизни он провёл в США в раздумьях о судьбе науки на его родине. В 2001 году скончался в Лос-Анджелесе, Калифорния, США.

## Научная деятельность
Свою первую лекцию прочитал в ленинградской тюрьме Кресты, в одиночной камере, где находились 25 человек. Ярошевскому досталось место на цементном полу рядом с Львом Николаевичем Гумилёвым (он был объявлен следствием руководителем заговора). Оба они и ещё несколько студентов Ленинградского университета (друг Ярошевского, студент-историк Николай Гольдберг; студент-биолог Николай Давиденков, сын известного ленинградского невропатолога С. Н. Давиденкова; студент восточного отделения факультета иностранных языков Юрий Люблинский; сын университетского профессора истории и сам студент-историк Анатолий Предтеченский; студент-медик, второкурсник Алексей Дернов) были арестованы по сфабрикованному обвинению в тероризме, под пытками оговорили себя и были осуждены на разные сроки. Также находившийся в камере актёр Большого драматического театра Алексей Дикий всячески подбадривал «студентов», учил, как продержаться человеку в самые трагические моменты жизни, не сломаться, не потерять себя. В камере звучали стихи, сокамерники по очереди читали лекции друг другу. Ярошевский, в частности, читал лекции о Платоне и Аристотеле.
В добровольном изгнании в Таджикистане, Ярошевский написал несколько работ о проблеме детерминизма в психологии. Проблема о том, является ли мозг «причиной» психической деятельности, определяется ли психика физиологией, остро встала в 1950 году в результате печально известной «Павловской сессии» — Объединённой сессии двух академий. На политически мотивированной дискуссии теория условных рефлексов была провозглашена единственно верной, объясняющей практически все психологические процессы. Многие психологи, включая Ярошевского, с этим не соглашались. Он стал писать о принципе детерминизма в психологии, как отличном от механистической причинности. В 1960 году у него был диагностирован рак почки и проведена операция по резекции. Находясь между жизнью и смертью, Ярошевский собрал написанные к тому времени рукописи в книгу, озаглавленную «Проблема детерминизма в психофизиологии». Изданную в 1961 году в Душанбе монографию он послал в Москву, в Институт психологии. Ознакомившись с ней, директор института А. А. Смирнов пригласил Ярошевского защитить монографию как докторскую диссертацию.

### Репрессированная наука
В 1965 году Ярошевскому удалось перебраться в Москву. Он начал работать в Институте истории естествознания и техники АН СССР. Здесь деятельность Ярошевского шла по двум направлениям: с одной стороны, он продолжил заниматься историей и методологией психологии — в том числе, вопросом о том, что детерминирует психику — мозг или социум. С другой, он включился в работу по реабилитации учёных, пострадавших в результате сталинских репрессий, способствуя восстановлению доброго имени и возвращению в науку работ Н. И. Бухарина, А. А. Богданова-Малиновского, Н. А. Бернштейна и многих других отечественных авторов. Для этого Ярошевский предложил термин «репрессированная наука», выступил инициатором, собрал и отредактировал два тома, посвящённые репрессированным деятелям науки. В 1938 году, под следствием по сфабрикованному делу, Ярошевский сам подвергался пыткам и стал свидетелем смерти от пыток своих друзей — студентов, начинающих ученых «Несколько замечательных людей умерли в камере после пыток на моих руках», — вспоминал учёный. Теперь он поставил задачу, хотя бы посмертно, вернуть их в науку. Однако свой термин «репрессированная наука» Ярошевский понимал шире, чем судьбы отдельных исследователей, как общую деформацию научного сообщества под влиянием тоталитаризма, когда разрушалась наука в целом.

Это была целая система, глубоко продуманная Сталиным, который был дальновиден в своих злодейских замыслах, определённая политика укрепления имперскости, формирования нового менталитета.— 
Ярошевский одним из первых стал издавать работы Л. С. Выготского, находившиеся под запретом после разгрома педологии в СССР в 1934 году. Шеститомное собрание сочинений Выготского под редакцией Ярошевского, по условиям того времени ("эпоха «застоя» и идеологических репрессий), не могло выйти без купюр; с этим связано, в частности, отсутствие в некоторых работах слова «педология». Критика этого собрания сочинений не должна игнорировать контекст его создания.
Автор книги о Выготском и ведущий специалист по истории и практике так называемой «репрессированной науки»: термин был введён Ярошевским для обозначения преследований учёных, идеологических кампаний в науке, цензуры научных текстов, фальсификации науки советского периода и искажения истории этой науки. Характерный пример всего этого представлен в критической статье Ярошевского начала 1990-х, вышедшей под названием «Л. С. Выготский — жертва „оптического обмана“» в журнале Вопросы психологии: текст изобилует многочисленными приёмами перехода на личности, резко эмоционально окрашенными фразами, идеологическими и пропагандистскими штампами, произвольным обращением с исторической фактографией и поверхностной аргументацией.
Кроме имён отечественных учёных, Ярошевский первым вернул в советский научный оборот труды З. Фрейда, доступ к которым был закрыт для обычных читателей (эти книги, не переиздававшиеся с 1920-х годов, находились только в ведомственных библиотеках или в спецхране Библиотеки им. В. И. Ленина). Так, после начала перестройки под редакцией Ярошевского вышел первый за многие десятилетия том Фрейда, озаглавленный «Психология бессознательного».

### Взгляды на кибернетику
Ярошевскому предъявляют обвинения в том, что, в контексте идеологической кампании против кибернетики в СССР периода позднего сталинизма он написал статью с критикой этой, новой для того времени и никому не известной дисциплины. По воспоминаниям сотрудников, «Ярошевский, как никто, умел переходить от истории к современности — он и лично был примером такой связи». Он живо, пусть и не всегда верно откликался на новое всё в науке. В 1952 году, когда была написана статья, о кибернетике только-только узнали в СССР, и было ещё неизвестно, научное ли это знание или псевдонаучное. Когда, несколькими годами спустя, этот вопрос прояснился, и в стране начался «кибернетический бум», Ярошевского находился в самой южной точке СССР, в Кулябе (где он преподавал в пединституте). Тогда он принял кибернетические идеи позитивно или даже слишком позитивно, что неожиданно обернулось для него проблемой. По словам А. В. Петровского, в один из своих приездов в Москву из Куляба, «Михаил Григорьевич зашёл в редакцию „Литературной газеты“. Это была заря всеобщего интереса к кибернетике. Два физика рассказывали о быстродействующих электронных счётных машинах, которым, по их словам, принадлежало будущее в науке и технике. Рассказывали они так усложнено, оснащали свое повествование множеством таких малопонятных технических терминов, что перенести всё это на газетную полосу не представлялось возможным. Тогда заведующий редакцией попросил, чтобы „таджикский“ гость, основываясь на этом рассказе, написал очерк о перспективах ЭВМ. Очерк был написан и опубликован, а автор отбыл „по месту жительства“, но ненадолго. Вскоре он был вызван в Москву. В редакции „Литературной газеты“ ему показали письмо военного прокурора, из которого явствовало, что М. Г. Ярошевский привлекается к уголовной ответственности ни более, ни менее по статье за разглашение государственной тайны». Имелась в виду его фраза, что «в СССР уже существуют гораздо более совершенные технические устройства, чем американские ЭВМ». К счастью для Ярошевского, следователь сообразил, что много лет не выезжавшему из Куляба ректору педвуза и в самом деле неведомы тайны оборонной промышленности.
Впоследствии Ярошевский активно принял идеи кибернетики и теории систем, включив их в свою концепцию «науки о поведении».

### Наука о поведении
Ярошевский считал, что, кроме психологии и физиологии человека, существует ещё один подход к изучению человека, «наука о поведении». Он показывал, что именно потребность в этой особой области знания возникла в определённый исторический период в России.

Психология и физиология складывались веками и вырабатывали каждая свои категории, но эти понятия можно рассматривать как проекции глубинного слоя новой науки. Это, например, понятие торможения. Сеченов открыл центр торможения, раздражая мозг лягушки, что дало начало огромным спорам о торможении, центрах его и пр., спорам, важным для физиологии. Но само понятие торможения, как и понятие сигнала или понятие саморегуляции — не физиологическое, оно стоит «за», или «над» всем этим, оно — «надсознательное». Наука о поведении продолжается и у [И.П.] Павлова, и у [Л.С.] Выготского, и у [Н.А.] Бернштейна, именно потому путь этот можно назвать «российским».— 
На протяжении всей своей академической карьеры Ярошевский страстно отстаивал идею о «самобытности» и оригинальности «отечественной науки»: начиная с периода позднего сталинизма 1950-х и вплоть до конца 1980-х эта идеологема развивалась под лозунгами о «передовой» и «прогрессивной» марксистской науке советского образца:

Без преувеличения можно считать, что своим возрождением в СССР в 20-х гг. психология обязана марксизму, ибо, как уже отмечалось, это было время засилья рефлексологических концепций, отрицавших саму возможность объективного и детерминистского изучения сознания (внутреннего мира субъекта) и тем самым создания подлинной науки о нём…— 
Тем не менее, в высказываниях, не предназначенных для печати, Ярошевский скептически смотрел на попытки некоторых советских психологов утвердить свою марксичность, используя фразеологию теории деятельности:

За счет «деятельности» наша психология пыталась отстоять свое уникальное марксистское лицо. Мне трудно оценить степень искренности убеждений авторов этих теорий, позиций, концепций.— 
На рубеже 1980х-1990х эта мысль претерпела существенную трансформацию, и уже в первых своих публикациях начала 1990х, вышедших после распада Советского Союза, Ярошевский стал отстаивать уникальность и исключительность «отечественной науки» на основании её исконно русской «духовности». В последние годы в фокус его исследовательских интересов попала концепция Соловьёва, трагическую фигуру которого он анализировал не только с научных, но и с личностных позиций. Боязнь не успеть достроить создаваемую им концепцию исторической психологии науки, прояснить свои взгляды окружающим, в том числе и ученикам, стимулировала его научную деятельность. Это привело к необычайной продуктивности в последние десятилетия, в написании нескольких фундаментальных монографий: «Л. С. Выготский: в поисках новой психологии» (1993), «Историческая психология науки» (1995), «Наука о поведении — русский путь» (1996).
Оценивая этот радикальный поворот и переоценку исторического наследия Ярошевским как две различные концепции, ведущий современный историк психологии С. А. Богданчиков подчеркивает, что «в обеих концепциях, как бы они ни противопоставлялись друг другу, гораздо больше сходного, чем различий: и в той, и в другой концепции обнаруживаются одни те же принципиальные методологические и эмпирические ограничения» и обсуждает концепцию «особого пути» советской и русской психологии в научном творчестве Ярошевского. Богданчиков подчеркивет, что «С этой точки зрения всю историю советской психологии можно рассматривать как гигантскую по масштабам и последствиям попытку перевести всю отечественную психологию с „русского пути“ на „особый путь“». Тем не менее, высказывающееся критиками мнение о том, что Ярошевский якобы является одним из идеологов и первых представителей идей «особого пути», русской нео-имперской державности и идеологии «духовных скреп» задолго до её институционализации в РФ в первые десятилетия 21 столетия, ошибочно. Еврей, не единожды страдавший от репрессий советской власти, Ярошевский был далёк от того, чтобы защищать идеи «великодержавности», «русской имперскости» и любого национализма. По свидетельству близко знавших его, он был Человеком науки par excellence, мыслителем и учёным далёким от всякой геополитики.
В монографии «Наука о поведении: русский путь» утверждалось, что в отечественной науке сложилась парадигма исследования поведения человека, отличавшаяся от бихевиоризма (как известно, это направление развивалось в США). Парадигму исследований, к которой Ярошевский причислял очень разных учёных (российских, или «русских», по месту проживания и языку, а не по их этнической принадлежности), от Сеченова до психологов Выготского и А. Н. Леонтьева и физиолога Н. А. Бернштейна, характеризовало понимание человеческого поведения как активного, в отличие от реактивного, как в бихевиоризме, или гомеостатического, как в классической физиологии. Наука о поведении, по мнению Ярошевского, базировалась на собственных категориях — «сигнал», «саморегуляция», «торможение», — не совпадающих с категориальным аппаратом психологии и физиологии и больше напоминавших теорию систем или кибернетику: «Русская мысль, открывшая проблему поведения и создавшая категориальную схему его разработки, не подменяла ею ни физиологию, ни психологию. Она искала пути интеграции своих открытий с исторически сложившимися категориями, в которых даны предметы этих дисциплин».

### Методология психологии и психология науки
Ярошевский известен прежде всего как автор многочисленных работ по истории и методологии психологии. В качестве важнейшего принципа, определяющего развитие психологии, он рассматривает принцип детерминизма. Однако, в отличие от механической причинности, которая действует в физиологии, в психологии причинность иного рода — телеологическая, сообразная не столько с работой мозга, сколько с целью и характером человеческой деятельности, которая по своей природе социальна. Ярошевский обосновал и детально аргументировал в своих работах нередукционистский подход к психике. Для этого он ссылался на понятие «психической деятельности» у Сеченова и «модель потребного будущего» Н. А. Берштейна, а также на работы Л. С. Выготского по методологии психологического знания и теорию деятельности А. Н. Леонтьева.
В своей книге «История психологии» (1966) он прослеживает историю развития психологического знания (от древневосточной психологической мысли до современности) под углом того, как изменялось понимание этого принципа. История психологии рассматривается Ярошевским как история прогресса «детерминистического знания».
В монографии «Психология в XX веке» (1971) Ярошевский обратился к исследованию устойчивых и неизменных компонентов научного знания — научных категорий, принципов и проблем. Отталкиваясь от традиционного понятия об общефилософских категориях, охватывающих всеобщие формы бытия и познания, он предложил говорить о «категориальном строе психологической науки». Вслед за Л. С. Выготским, Ярошевский считал, что создатели психологических школ и течений ориентировались на один относительно изолированный, заведомо приоритетный для исследователей психологический феномен (к примеру, бихевиоризм положил в основу своих взглядов поведение, действие; гештальтпсихология — образ; и т. д.). По словам соавтора и друга Ярошевского, А. В. Петровского, «в ткани психологической реальности они выделили якобы единственную инвариантную „универсалию“, ставшую основанием для конструирования общей психологической теории во всех её ответвлениях. С одной стороны, это позволяло легче выстроить логику развития системы исследований, перехода от одних экспериментально проверенных утверждений к другим, уверенно прогнозируемым. С другой стороны, это сужало сферу применения исходных принципов, поскольку не опиралось на основания, явившиеся исходными для других школ и направлений». Ярошевский же предложил альтернативу — анализировать основания психологии системно, как структуру связанных между собой категорий.
В последующих работах Ярошевский обратился к изучению социальных аспектов развития научного знания, ввёл понятие «оппонентный круг» — круг «значимых других», полемика с которыми регулирует деятельность учёного. Разработал программно-ролевой подход к изучению развития науки, который лег в основания дисциплины — социальной психологии науки, близкой по задачам социологии научного знания. В конце жизни Ярошевский работал над трудами «Историческая психология науки» и «Психология в терминах драмы» (осталась незавершенной).

## Основные работы

### Книги
- Ярошевский М. Г. Проблемы детерминизма в психофизиологии XIX в. 1961;
- Ярошевский М. Г. История психологии. 1966; несколько изданий
- Ярошевский М. Г. Развитие и современное состояние зарубежной психологии (совм. с Л. И. Анцыферовой);
- Ярошевский М. Г. Сеченов и мировая психологическая мысль. 1981;
- Ярошевский М. Г. Психология в XX в.;
- Ярошевский М. Г. Краткий психологический словарь / Под ред. А. В. Петровского, М. Г. Ярошевского. — М.: Политиздат, 1985. — 431 с.
- Ярошевский М. Г. З. Фрейд. Психология бессознательного: Сб. произведений / сост.,науч.ред, авторск. вступл. М. Г. Ярошевского. М.: Просвещение, 1990.
- Ярошевский М. Г. Репрессированная наука / Под ред. М. Г. Ярошевского. — СПб.: Наука, 1994. — 317 с.
- Ярошевский М. Г. Л. С. Выготский: в поисках новой психологии. : Международный фонд истории науки, 1993. — 301 с.
- Ярошевский М. Г. Наука о поведении: русский путь: Избранные психологические труды. — М.; Воронеж: Институт практической психологии; МОДЭК, 1996. — 384 с. — (Психологи Отечества: Избранные психологические труды в 70-ти томах). — ISBN 5-87224-120-8.
- Ярошевский М. Г. История психологии. От античности до середины XX века: учебное пособие. М.: Издательский центр «Академия», 1996; несколько изданий
- Ярошевский М. Г. Петровский А. В., Ярошевский М. Г. Основы теоретической психологии. — М.: Инфра-М, 1998. — 525 с. — (Высшее образование). — ISBN 5-86225-812-4.
- Ярошевский М. Г. Петровский А. В., Ярошевский М. Г. Психология. — М.: Академия, 2002. — 512 с.
- Ярошевский М. Г. — Аллахвердян А. Г., Мошкова Г. Ю., Юревич А. В., Ярошевский М. Г. Психология науки. М.: Флинта, 1998. 312 с.

### Статьи
- Ярошевский М. Г. Кибернетика — наука мракобесов [ фрагменты ] [ idem ]// Литературная газета, 5 апреля 1952
- Ярошевский М. Г. Ответ И. П. Павлова американским реакционным психологам // Учение И. П. Павлова и философские вопросы психологии [Текст] : сб. ст. / АН СССР, Ин-т философии; отв. ред. С. А. Петрушевский. — М. : Изд-во Акад. наук СССР, 1952. — 476 с.
- Ярошевский М.Г., Гургенидзе Г.С. Л. С. Выготский — исследователь проблем методологии науки // Вопросы философии. 1977. № 8. С. 91-105
- Ярошевский М.Г. И. М. Сеченов и психология активности // Вопросы психологии. 1978. № 3. С. 40-53.
- Ярошевский М.Г. Программно-ролевой подход к исследованию научного коллектива // Вопросы психологии. 1978. № 3. С. 40-53
- Ярошевский М. Г. Психология творчества и творчество в психологии // Вопросы психологии, 1985. — № 6. — С.14
- Ярошевский М. Г. Л. С. Выготский: поиск принципов построения общей психологии (к 90-летию со дня рождения) // Вопросы психологии, 1986. — № 6. — С.95
- Ярошевский М. Г. В школе Курта Левина (Из бесед с Б. В. Зейгарник) // Вопросы психологии, 1988. — № 3. — С.172
- Ярошевский М. Г. Л. С. Выготский и марксизм в советской психологии: к социальной истории российской науки // Психологический журнал. 1992. Т. 13. № 5. С. 84-99
- Ярошевский М. Г. Л. С. Выготский — жертва «оптического обмана» // Вопросы психологии, 1993. — № 4. — С.55
- Ярошевский М. Г. Несколько штрихов к портрету С. В. Кравкова // Вопросы психологии, 1993. — № 5. — С.94
- Ярошевский М. Г. Сталинизм и судьбы советской науки // Репрессированная наука. Л.: Наука, 1991. — С. 6-33
- Ярошевский М. Г. Трактовка истории поведения в научной школе Выготского-Лурия // Вопросы психологии. 1998. № 2. С. 118—125